# De Schepper (geslacht)
De Schepper (ook: IJssel de Schepper) is een geslacht van Vlaamse oorsprong, dat zich in de 16e eeuw in Nederland vestigde en dat in 1939 werd opgenomen in het Nederland's Patriciaat.

## Geschiedenis
De familie stamt uit Santbergen, bij Geraardsbergen in het land van Aalst. Stamvader Roeland de Sceppere werd circa 1420 geboren. Zijn achterkleinzoon Balthasar de Sceppere werd in 1562 poorter van Brugge en was onder meer baljuw van Rupelmonde. Diens zoon Jasper de Schepper vestigde zich in de tweede helft van de 16e eeuw in het Friese Sneek. Jaspers kleinzoon Abraham de Schepper (1635-1684) was burgemeester van Leeuwarden en lid van de Gedeputeerde Staten van Friesland. Zijn zoon en kleinzoon kozen voor een militaire loopbaan, maar volgende generaties waren weer actief in bestuursfuncties. Abrahams achterkleinzoon Joan de Schepper (1725-1799) trouwde met Woltera Jacoba IJssel (1728-1797), uit dit paar stamt de tak IJssel de Schepper.

## Bekende telgen
Abraham de Schepper (1635-1684), burgemeester van Leeuwarden en lid van de Gedeputeerde Staten van Friesland
- Sybrant de Schepper (1659-1700), militair
  - Bartold de Schepper (1690-1748), militair
    - Sybrand de Schepper (1721-1787), burgemeester van Deventer, lid Staten-Generaal
      - Mr. Barthold de Schepper (1762-1805), burgemeester van Deventer

    - Joan de Schepper (1725-1799), militair. Hij trouwde met Woltera Jacoba IJssel (1728-1797)
      - Mr. Barthold Jan IJssel de Schepper (1752-1803), gezworene en burgemeester van Deventer
        - Mr. Hendrik Abraham IJssel de Schepper (1775-1836), lid Provinciale Staten, lid Gedeputeerde Staten, lid Tweede Kamer
          - Barthold Jan IJssel de Schepper (1805-1850)
            - Dr. Hendrik IJssel de Schepper (1844-1909), directeur van de Stearine Kaarsenfabriek te Gouda
              - Isak IJssel de Schepper (1872-1935), directeur van de Stearine Kaarsenfabriek

        - Joan Wolter Jacob IJssel de Schepper (1778-1831), burgemeester van Deventer
          - Mr. Gerhard Antony IJssel de Schepper (1810-1868), lid Provinciale Staten, lid Tweede Kamer
          - Adam IJssel de Schepper (1812-1890), belangrijk voor de ontwikkeling van Okkenbroek

    - Imilius Josinus de Schepper (1736-1790), grietman van Ferwerderadeel
      - Barthold Jan de Schepper (1768-1794), volmacht ten Landsdage van Friesland
        - Trijntje de Schepper (1791-1840). Zij trouwde met Jan Albarda (1792-1863), grietman en burgemeester van Ferwederadeel

Geslachten die opgenomen zijn in het sinds 1910 verschijnende genealogische naslagwerk Nederland's Patriciaat. Lijst volgens opgave van het CBG Centrum voor familiegeschiedenis.
A · B · C · D · E · F · G · H · I · J · K · L · M · N · O · P · Q · R · S · T · U · V · W · Y · Z